# Попешть (Клуж)
Попешть, Попешті (рум. Popești) — село у повіті Клуж в Румунії. Входить до складу комуни Бачу.
Село розташоване на відстані 331 км на північний захід від Бухареста, 7 км на північний захід від Клуж-Напоки.

## Населення
За даними перепису населення 2002 року у селі проживали 575 осіб.
Національний склад населення села:
| Національність | Кількість осіб | Відсоток |
| -------------- | -------------- | -------- |
| румуни         | 566            | 98,4%    |
| угорці         | 9              | 1,6%     |

Рідною мовою назвали:
| Мова      | Кількість осіб | Відсоток |
| --------- | -------------- | -------- |
| румунська | 568            | 98,8%    |
| угорська  | 7              | 1,2%     |